# Hedychridium vachali
Hedychridium vachali é uma espécie de insetos himenópteros, mais especificamente de vespas pertencente à família Chrysididae.
A autoridade científica da espécie é Mercet, tendo sido descrita no ano de 1915.
Trata-se de uma espécie presente no território português.